# Mogodin (Boala)
Pour les articles homonymes, voir Mogodin.
Mogodin est une localité située dans le département de Boala de la province du Namentenga dans la région Centre-Nord au Burkina Faso. 

## Géographie
Mogodin se situe à 2 km au sur de Koumestenga-Mossi, à 5 km au nord-est de Boala, le chef-lieu du département, et de la route nationale 15 reliant Boulsa à Kaya.

## Éducation et santé
Le centre de soins le plus proche de Mogodin est le centre de santé et de promotion sociale (CSPS) de Koumestenga-Mossi.
Le village possède un centre d'alphabétisation tandis que l'école primaire la plus proche se trouve à Koumestenga-Mossi. Il existe cependant un centre communautaire.